# Arena (瀏覽器)
Arena（也稱為Arena WWW）是UNIX最早的網頁瀏覽器之一。最初由戴夫·拉格特於1993年編寫，隨後由CERN和全球資訊網協會（W3C）以及後來的Yggdrasil Computing繼續進行開發。Arena作為瀏覽器的試驗台，用於測試HTML 3.0、CSS、PNG和Libwww。Arena在全球資訊網發展初期被廣泛使用和流行。
Arena發展早於Netscape Navigator和Internet Explorer，Arena的許多創新功能被往後的網頁瀏覽器所採納。它是第一個支援背景圖像、表格、環繞圖像的文本流和內聯數學表達式的瀏覽器。
Arena瀏覽器1994年至1996年作為W3C的測試平台，後來被Amaya取代。

## 歷史
1993年，英國布里斯托惠普公司的戴夫·拉格特將業餘時間用來開發Arena，他希望能展示新的和未來的HTML規範。瀏覽器的開發速度很慢，因為拉格特是唯一的開發人員，惠普就像當時許多其他電腦公司一樣，不相信網際網路將來會成功，因此不會考慮投資網頁瀏覽器開發。
拉格特於1994年瑞士日內瓦第一次全球資訊網會議以及1994年布拉格舉行的ISOC會議演示了瀏覽器，展示環繞圖像的文字流、表格和其他技術，後來被稱為HTML+規範。拉格特隨後與CERN合作，進一步開發Arena作為這項工作的概念驗證瀏覽器。
戴夫·拉格特、亨利克·弗里斯蒂克·尼耳森、哈肯·維姆·萊等人使用Arena瀏覽器展示了環繞圖像的文本流與字幕、可調整大小的表格、圖像背景、HTML數學和其他功能。在1995年初奧蘭多舉行的Web World大會上，拉格特展示了Arena的不同新功能。
自1994年7月以來，哈肯·維姆·萊一直在協助拉格特整合libwww和CSS。1995年10月，伊夫·拉豐加入團隊一年，協助HTML表格和樣式表開發。
Arena最初是為Unix開發的，雖然有談論Windows和Macintosh移植，但都沒有成果。
儘管開發時間很長，但在當時Arena在某些領域是一個相對較現代的瀏覽器，因為它被作為測試平台，早在新技術成為主流之前就看到了實作，例如CSS。Arena實作了HTML3和HTML3.2規範的許多元素，包括在HTML4，HTML表格和實驗樣式表中棄用的數學元素。

## 外部連結
- HTML 3.0快速導覽（页面存档备份，存于）